# Широка планина (планина)
Широка планина е ниска планина в Северозападна България, Западен Предбалкан, области Монтана и Видин с простиране от северозапад на югоизток. Представлява източно продължение на планинския рид Ведерник.
Широка планина се издига в западната част на Предбалкана, като по южното ѝ подножие преминава условната граница между Западен Предбалкан и Западна Стара планина. На запад дълбоката долина на река Лом я отделя от планинския рид Ведерник. На изток в района на село Каменна Рикса чрез ниска седловина 437 м) се свързва с нископланинския рид Веренишко бърдо. На север и североизток склоновете ѝ постепенно затъват в Дунавската равнина, като в района на село Белотинци чрез ниска седловина от 363 м се свързва с изолираното възвишение Белотински Зъбер. На юг и югозапад продълговатото синклинално понижение на долината на река Огоста и левия ѝ приток Превалска Огоста я отделят от Язова планина, която е част от Стара планина, а на 2 км северозападно от село Превала чрез Превалската седловина (535 м) се свързва с тази планина.
Дължината на планината от северозапад на югоизток е около 24 – 25 км, а ширината ѝ ѝ е 5 – 7 км. Най-висок връх е Типчен (940,8 м), разположен в западната ѝ част, североизточно от Превалската седловина.
Билото на планината е остро, скалисто разположено на 800 – 900 м н.в., а склоновете ѝ са стръмни (особено южните). Представлява моноклинала, която е остатък от южното бедро на дълбоко ерозиралата и разрушена Белоградчишка антиклинала. Изградена е от юрски и триаски варовици, конгломерати и пясъчници. По южния ѝ склон широко е развит карстов релеф – пещери (Мишин камък), понори, кари. Северните и западните склонове на планината се отводняват от десните притоци на река Лом – Плешивска бара, Нечинска бара и др., а североизточните – от река Цибрица и нейните притоци. На юг към река Огоста се спускат малки, къси и бурни при обилни валежи дерета и рекички.
Климатът е умерено-континентален със сравнително студена зима и прохладно лято. Обрасла е с редки благуново-церови гори, примесени с габър. По южните, по-слънчеви склонове преобладават пасища с ксерофитна тревна растителност. Подножията на планината, главно на югоизток и североизток са заети от обработваеми земи.
По склоновете на планината са разположени 11 села: 8 по западния и южния – Белимел, Горна Лука, Долни Лом, Каменна Рикса, Митровци, Превала, Средогрив и Челюстница и 3 по северния склон – Винище, Гюргич и Смоляновци.
По северното подножие на планината, на протежение от 8,4 км, между селата Смоляновци и Винище преминава участък от първокласен път № 1 от Държавната пътна мрежа Видин – София – ГКПП „Кулата“.
По западното и южното подножие на планината, на протежение от 25,7 км, между селата Средогрив и Челюстница преминава участък от третокласен път № 102 от Държавната пътна мрежа Димово – Белоградчик – Монтана.

## Топографска карта
- Лист от карта K-34-22. Мащаб: 1 : 100 000.
- Лист от карта K-34-23. Мащаб: 1 : 100 000.